# Islas de Trinidad y Tobago
Trinidad y Tobago es un país localizado al sur del mar Caribe. Está conformada por un archipiélago de varios islas, las cuales se listan a continuación.

## Islas principales
La población del país se concentra en dos islas principales, las cuales le dan nombre a la república. 
- Trinidad
- Tobago.

## Islas Bocas
Las islas Bocas están localizadas entre Trinidad y Venezuela, una zona conocida como Bocas del Dragón, las islas bocas incluyen a:
- Isla Chacachacare
- Isla Monos
- Isla Huevos
- Isla Gaspar Grande
- Isla Gasparillo

## Las cinco islas
Las cinco islas son un grupo de, irónicamente, seis islas localizadas al oeste de Puerto España en el golfo de Paria, también son conocidas como Islas Las Cotorras, incluyen a:
- Isla Caledonia
- Isla Craig
- Isla Lenagan
- Isla Nelson
- Isla Pelicano
- Isla Rock

Las islas de Craig y Caledonia están unidas por un estrecho arrecife.

## Islas de San Diego
Son dos islotes localizados entre las Islas Bocas y las Cinco Islas, Algunas veces son llamadas simplemente Islas de Diego. Se llaman: 
- Isla Cronstadt
- Isla Carrera (Carrera es usada como prisión)

## Islas delGolfo de Paria
Otras islas localizadas en el Golfo de Paria, pero separadas de los grupos antes mencionados son
- Farallón (en el puerto de San Fernando)
- Roca del Soldado (Soldado Rock).

## Costa norte de Trinidad
Solo tiene una isla llamada Saut d'Eau

## Islas cercanas a Tobago
Incluyen a:
- Pequeña Tobago (Little Tobago)
- Isla de Saint Giles
- Isla Goat (de la cabra)
- Sisters' Rock (roca de las hermanas)